# Spodnja Vrata
Spodnja Vrata (nemško Unterthörl) je naselje v Občini Podklošter v Okraju Beljak-dežela na Koroškem v Avstriji.